# Copa Cine Center 2016
La Copa Cine Center 2016 fue la 4.ª edición de la Copa Cine Center. El torneo lo organizó la empresa española de capital boliviano Grentidem S.A (GSA) (propietaria de acciones de la cadena de cines Cine Center). Para esta edición se contó con 14 equipos, los 12 clubes ligueros de la temporada 2016-2017 y los equipos invitados Enrique Happ y Aurora.
La Copa empezó el 9 de julio de 2016 y finalizó el 7 de agosto de 2016.

## Equipos y estadios
| Equipo            | Ciudad                  | Entrenador          | Estadio                 | Aforo  | Marca       | Patrocinador      |
| ----------------- | ----------------------- | ------------------- | ----------------------- | ------ | ----------- | ----------------- |
| Aurora            | Cochabamba              | Roberto Pavisic     | Félix Capriles          | 33.000 | Joma        | Ninguno           |
| Blooming          | Santa Cruz de la Sierra | Mauricio Soria      | Ramón Tahuichi Aguilera | 38.000 | Joma        | Tigo              |
| Bolívar           | La Paz                  | Beñat San José      | Hernando Siles          | 40.000 | Joma        | Huawei            |
| Enrique Happ      | Cochabamba              | Ígor Ovando         | Estadio Evo Morales     | 15.000 | Ninguno     | Llave             |
| Guabirá           | Montero                 | Federico Justiniano | Gilberto Parada         | 18.000 | Ninguno     | Celina            |
| Nacional Potosí   | Potosí                  | Ángel Félix Ibáñez  | Víctor Agustín Ugarte   | 32.000 | Willys      | Sports TV Rights  |
| Oriente Petrolero | Santa Cruz de la Sierra | Wilson Gutiérrez    | Ramón Tahuichi Aguilera | 38.000 | Marathon    | Tigo              |
| Petrolero         | Yacuiba                 | Milton Maygua       | Federico Ibarra         | 6.000  | Ninguno     | Ninguno           |
| Real Potosí       | Potosí                  | David De La Torre   | Víctor Agustín Ugarte   | 32.000 | UnoSports   | Tigo              |
| San José          | Oruro                   | Marcos Ferrufino    | Jesús Bermúdez          | 35.000 | Willys      | Indara            |
| Sport Boys        | Santa Cruz de la Sierra | Eduardo Villegas    | Edgar Peña              | 17.000 | Fair Play   | Parque Industrial |
| The Strongest     | La Paz                  | César Farías        | Hernando Siles          | 40.000 | Walon Sport | Tigo              |
| Universitario     | Sucre                   | Javier Vega         | Olímpico Patria         | 31.000 | Walon Sport | Fancesa           |
| Wilstermann       | Cochabamba              | Julio Zamora        | Félix Capriles          | 33.000 | Joma        | Viva              |

## Sistema de competición.
La Copa Cine Center al igual que la edición pasada se jugó en un solo torneo, y no así como en otras ediciones donde se dividían en 2 zonas añadiendo la Copa Cine Center del Sur, para esta edición se contó con el número de 14 equipos.
La primera fase se compone de 7 llaves de eliminación, con los "clásicos del fútbol boliviano", consistirá en partidos en partidos de ida y vuelta, de las 7 llaves saldrá un mejor perdedor que se medirá con el ganador de la llave N.º 7.
En la ronda de cuartos de final las localías se definirán según el orden de las llaves, no así para las semifinales, el cual tendrá un sorteo el día 25 de julio de 2016 luego de conocer a los semifinalistas del torneo. La final se la disputarán los dos mejores equipos a ida y vuelta.
En todas las fases de eliminación no se contará Regla del gol de visitante, la clasificación de los equipos se determinará por los puntos obtenidos en ambos partidos, en caso de igualdad en los 180 minutos se definirá al clasificado por la vía de los tiros penales.

### Premios
La cadena Cine Center no modificó los premios para esta edición, es decir: el ganador recibirá 80.000 USD, el segundo 40.000 USD y el tercero 20.000 USD. Además como en la edición pasada, se aseguró la participación del equipo campeón en la denominada Copa Internacional Cine Center, en la que se juega un partido de ida y vuelta entre el campeón de la Copa Cine Center contra un rival europeo a elegir por los organizadores.
En la edición 2015 el club Espanyol de Barcelona se coronó campeón derrotando a Blooming en un resultado global de 4-1, la premiación tuvo lugar en el estadio Ramón Tahuichi Aguilera.

## Resultados

### Primera fase de la Copa Cine Center

#### Clásicos de laLFPB

##### Ida
| 9 de julio de 2016, 20:00 (UTC-4) | Bolívar          | 1:1 (0:1) | The Strongest      | Hernando Siles, La Paz                         |                                                |
|                                   | Jair Torrico 34' | Reporte   | Eduardo Fierro 64' | Asistencia: 20.000 espectadores Árbitro(s): ¿? | Asistencia: 20.000 espectadores Árbitro(s): ¿? |

| 10 de julio de 2016, 15:00 (UTC-4) | Real Potosí        | 1:1 (1:0) | Nacional Potosí    | Víctor Agustín Ugarte, Potosí              |                                            |
|                                    | Antonio Rojano 17' | Reporte   | Marino Ramírez 88' | Asistencia: ¿? espectadores Árbitro(s): ¿? | Asistencia: ¿? espectadores Árbitro(s): ¿? |

| 10 de julio de 2016, 15:30 (UTC-4) | Blooming | 0:2 (0:0) | Oriente Petrolero                        | Juan Carlos Durán, Santa Cruz de la Sierra |                                            |
|                                    |          | Reporte   | Gonzalo Sena 48' · Carmelo Algarañaz 53' | Asistencia: ¿? espectadores Árbitro(s): ¿? | Asistencia: ¿? espectadores Árbitro(s): ¿? |

| 10 de julio de 2016, 15:00 (UTC-4) | Guabirá              | 1:3 (0:3) | Sport Boys                                                     | Gilberto Parada, Santa Cruz de la Sierra   |                                            |
|                                    | Mauricio Chajtur 87' | Reporte   | Jhasmani Campos 11' · Edivaldo Rojas 16' · Jhasmani Campos 45' | Asistencia: ¿? espectadores Árbitro(s): ¿? | Asistencia: ¿? espectadores Árbitro(s): ¿? |

| 10 de julio de 2016, 16:00 (UTC-4) | Wilstermann       | 1:0 (0:0) | Aurora | Félix Capriles, Cochabamba                 |                                            |
|                                    | Jorge Cuéllar 53' | Reporte   |        | Asistencia: ¿? espectadores Árbitro(s): ¿? | Asistencia: ¿? espectadores Árbitro(s): ¿? |

| 10 de julio de 2016, 15:30 (UTC-4) | San José                                                  | 3:1 (1:0) | Universitario de Sucre | Jesús Bermúdez, Oruro                      |                                            |
|                                    | Enrique Parada 39' · José Carlos Muñoz 54' · Luis Alí 80' | Reporte   | Víctor Duarte 76'      | Asistencia: ¿? espectadores Árbitro(s): ¿? | Asistencia: ¿? espectadores Árbitro(s): ¿? |

| 10 de julio de 2016, 15:00 (UTC-4) | Enrique Happ | 0:0 (0:0) | Petrolero | Evo Morales, Ivirgarzama                   |                                            |
|                                    |              | Reporte   |           | Asistencia: ¿? espectadores Árbitro(s): ¿? | Asistencia: ¿? espectadores Árbitro(s): ¿? |

##### Vuelta
| 17 de julio de 2016, 16:00 (UTC-4) | The Strongest                                       | 0:0 (0:0) (3 - 0 p.)       | Bolívar                                            | Hernando Siles, La Paz                     |                                            |
|                                    |                                                     | Reporte                    |                                                    | Asistencia: ¿? espectadores Árbitro(s): ¿? | Asistencia: ¿? espectadores Árbitro(s): ¿? |
|                                    |                                                     | Tiros desde el punto penal |                                                    |                                            |                                            |
|                                    | Jair Torrico · Rodrigo Vargas T. · Gabriel Valverde |                            | Leonel Justiniano · Ronald Eguino · J. Carlos Arce |                                            |                                            |

| 17 de julio de 2016, 15:00 (UTC-4) | Nacional Potosí        | 1:2 (0:1) | Real Potosí                               | Víctor Agustín Ugarte, Potosí              |                                            |
|                                    | Javier Sanguinetti 82' | Reporte   | Rubén de la Cuesta 9' · Rodrigo Borda 46' | Asistencia: ¿? espectadores Árbitro(s): ¿? | Asistencia: ¿? espectadores Árbitro(s): ¿? |

| 17 de julio de 2016, 15:30 (UTC-4) | Oriente Petrolero | 1:0 (1:0) | Blooming | Juan Carlos Durán, Santa Cruz de la Sierra |                                            |
|                                    | Gonzalo Sena 19'  | Reporte   |          | Asistencia: ¿? espectadores Árbitro(s): ¿? | Asistencia: ¿? espectadores Árbitro(s): ¿? |

| 17 de julio de 2016, 15:30 (UTC-4) | Sport Boys                               | 2:1 (1:1) | Guabirá             | Edgar Peña, Santa Cruz de la Sierra        |                                            |
|                                    | Juan Vogliotti 22' · Jhasmani Campos 76' | Reporte   | Mauricio Chajtur 4' | Asistencia: ¿? espectadores Árbitro(s): ¿? | Asistencia: ¿? espectadores Árbitro(s): ¿? |

| 17 de julio de 2016, 16:00 (UTC-4) | Aurora            | 1:1 (0:1) | Wilstermann       | Félix Capriles, Cochabamba                 |                                            |
|                                    | Caleb Cardozo 87' | Reporte   | Thomaz Santos 44' | Asistencia: ¿? espectadores Árbitro(s): ¿? | Asistencia: ¿? espectadores Árbitro(s): ¿? |

| 17 de julio de 2016, 15:30 (UTC-4) | Universitario de Sucre                                                     | 4:2 (2:0) (3 - 1 p.) | San José                                                    | Olímpico Patria, Sucre                     |                                            |
|                                    | Aldo Velasco 4' · Marcelo Gomes 38' · Marcelo Gomes 70' · Alexis Bravo 87' | [https://web.archive.org/web/20160816155521/http://diez.bo/futbol/2016/07/17/universitario-san-jose-0-0-sigue-minuto-minuto-13954 Archivado el 16 de agosto de 2016 en Wayback Machine.Marcelo Gomes · Aldo Velasco · Marcelo Robledo · Alexis Bravo Reporte] | Gerardo Yecerotte 54' · Luis Alí 62'                        | Asistencia: ¿? espectadores Árbitro(s): ¿? | Asistencia: ¿? espectadores Árbitro(s): ¿? |
|                                    |                                                                            | Tiros desde el punto penal |                                                             |                                            |                                            |
|                                    | {{{penaltis1}}}                                                            | | Damir Miranda · Gerardo Yecerotte · Luis Alí · Ariel Juárez |                                            |                                            |

| 17 de julio de 2016, 15:00 (UTC-4) | Petrolero        | 1:0 (1:0) | Enrique Happ | Federico Ibarra, Yacuiba                   |                                            |
|                                    | Enzo Maidana 24' | Reporte   |              | Asistencia: ¿? espectadores Árbitro(s): ¿? | Asistencia: ¿? espectadores Árbitro(s): ¿? |

### Fase final de la Copa Cine Center

#### Cuartos de final

##### Ida
| 20 de julio de 2016, 20:00 (UTC-4) | The Strongest  | 1:2 (1:1) | Real Potosí                          | Hernando Siles, La Paz                     |                                            |
|                                    | Percy Loza 17' | Reporte   | Edwin Alpire 9' · Antonio Rojano 80' | Asistencia: ¿? espectadores Árbitro(s): ¿? | Asistencia: ¿? espectadores Árbitro(s): ¿? |

| 20 de julio de 2016, 20:00 (UTC-4) | Oriente Petrolero        | 1:1 (0:1) | Sport Boys          | Edgar Peña, Santa Cruz de la Sierra        |                                            |
|                                    | Juan Vogliotti 72 (p.p)' | Reporte   | Jhasmani Campos 23' | Asistencia: ¿? espectadores Árbitro(s): ¿? | Asistencia: ¿? espectadores Árbitro(s): ¿? |

| 21 de julio de 2016, 20:00 (UTC-4) | Wilstermann                                                                          | 4:0 (2:0) | Universitario de Sucre | Félix Capriles, Cochabamba                 |                                            |
|                                    | Thomaz Santos 12' · Gilbert Álvarez 29' · Gilbert Álvarez 47' · Fernando Saucedo 87' | Reporte   |                        | Asistencia: ¿? espectadores Árbitro(s): ¿? | Asistencia: ¿? espectadores Árbitro(s): ¿? |

| 20 de julio de 2016, 20:00 (UTC-4) | San José                             | 2:1 (1:0) | Petrolero               | Jesús Bermúdez, Oruro                      |                                            |
|                                    | Luis Alí 24' · Gerardo Yecerotte 51' | Reporte   | Enzo Maidana 89 (pen.)' | Asistencia: ¿? espectadores Árbitro(s): ¿? | Asistencia: ¿? espectadores Árbitro(s): ¿? |

##### Vuelta.
| 24 de julio de 2016, 15:00 (UTC-4) | Real Potosí                                                              | 3:1 (0:1) | The Strongest      | Víctor Agustín Ugarte, Potosí              |                                            |
|                                    | Rubén de la Cuesta 57' · Vladimir Castellón 78' · Vladimir Castellón 90' | Reporte   | Leonardo Conde 26' | Asistencia: ¿? espectadores Árbitro(s): ¿? | Asistencia: ¿? espectadores Árbitro(s): ¿? |

| 24 de julio de 2016, 16:00 (UTC-4) | Sport Boys                                                                         | 0:0 (0:0) (4 - 5 p.)       | Oriente Petrolero                                                                  | Edgar Peña, Santa Cruz de la Sierra        |                                            |
|                                    |                                                                                    | Reporte                    |                                                                                    | Asistencia: ¿? espectadores Árbitro(s): ¿? | Asistencia: ¿? espectadores Árbitro(s): ¿? |
|                                    |                                                                                    | Tiros desde el punto penal |                                                                                    |                                            |                                            |
|                                    | Edivaldo Rojas · Alejandro Meleán · Rosauro Rivero · Jordy Candia · Leonel Morales |                            | Maximiliano Freitas · Antonio Melgar · Gonzalo Sena · Pedro Azogue · Ronald Raldes |                                            |                                            |

| 24 de julio de 2016, 15:00 (UTC-4) | Universitario de Sucre | 1:1 (0:1) | Wilstermann        | Olímpico Patria, Sucre                     |                                            |
|                                    | Alexis Bravo 80'       | Reporte   | Gilbert Álvarez 4' | Asistencia: ¿? espectadores Árbitro(s): ¿? | Asistencia: ¿? espectadores Árbitro(s): ¿? |

| 24 de julio de 2016, 15:00 (UTC-4) | Petrolero                             | 2:0 (1:0) (3 - 4 p.) | San José                                                                                               | Federico Ibarra, Yacuiba                   |                                            |
|                                    | J. Carlos Báez 39' · Eduardo Puña 85' | [https://web.archive.org/web/20160816182118/http://diez.bo/futbol/2016/07/24/petrolero-san-jose-0-1-sigue-primer-tiempo-14130 Archivado el 16 de agosto de 2016 en Wayback Machine.Enzo Maidana · Iván Brun · Hugo Agüero · J. Carlos Báez · Alejandro Flores · Pastor Tórrez Reporte] | | Asistencia: ¿? espectadores Árbitro(s): ¿? | Asistencia: ¿? espectadores Árbitro(s): ¿? |
|                                    |                                       | Tiros desde el punto penal | |                                            |                                            |
|                                    | {{{penaltis1}}}                       | | Damir Miranda · Amilcar Sánchez · Jhosimar Prado · Gerardo Yecerotte · Luis Alí · Francéscoli Bejarano |                                            |                                            |

#### Semifinales

##### Ida
| 28 de julio de 2016, 20:00 (UTC-4) | Real Potosí                                                       | 3:0 (2:0) | Oriente Petrolero | Víctor Agustín Ugarte, Potosí              |                                            |
|                                    | Edwin Alpire 20' · Alejandro Bejarano 39' · Claudio Centurión 89' | Reporte   |                   | Asistencia: ¿? espectadores Árbitro(s): ¿? | Asistencia: ¿? espectadores Árbitro(s): ¿? |

| 28 de julio de 2016, 20:00 (UTC-4) | San José | 0:4 (0:0) | Wilstermann                                                                    | Jesús Bermúdez, Oruro                      |                                            |
|                                    |          | Reporte   | Gilbert Álvarez 72' · Franco Olego 83' · Thomaz Santos 84' · Thomaz Santos 87' | Asistencia: ¿? espectadores Árbitro(s): ¿? | Asistencia: ¿? espectadores Árbitro(s): ¿? |

##### Vuelta
| 31 de julio de 2016, 15:00 (UTC-4) | Oriente Petrolero                                                         | 1:0 (0:0) (5 - 4 p.)       | Real Potosí                                                                               | Edgar Peña, Santa Cruz de la Sierra        |                                            |
|                                    | Carmelo Algarañaz 59'                                                     |                            |                                                                                           | Asistencia: ¿? espectadores Árbitro(s): ¿? | Asistencia: ¿? espectadores Árbitro(s): ¿? |
|                                    |                                                                           | Tiros desde el punto penal |                                                                                           |                                            |                                            |
|                                    | Gualberto Mojia · Marcel Román · Carlos Añez · Hugo Souza · Ronald Raldes |                            | Alejandro Bejarano · Rubén de la Cuesta · Ever Leaños · Edwin Alpire · Vladimir Castellón |                                            |                                            |

| 31 de julio de 2016, 17:00 (UTC-4) | Wilstermann                               | 2:0 (0:0) | San José | Félix Capriles, Cochabamba                 |                                            |
|                                    | Mauricio Saucedo 82' · Franco Olego 90+4' | Reporte   |          | Asistencia: ¿? espectadores Árbitro(s): ¿? | Asistencia: ¿? espectadores Árbitro(s): ¿? |

#### Tercer lugar
| 3 de agosto de 2016, 20:00 (UTC-4) | San José                               | 2:1 (1:1) | Real Potosí            | Jesús Bermúdez, Oruro                      |                                            |
|                                    | José Carlos Muñoz 18' · Luis Alí 90+3' |           | Vladimir Castellón 36' | Asistencia: ¿? espectadores Árbitro(s): ¿? | Asistencia: ¿? espectadores Árbitro(s): ¿? |

| 6 de agosto de 2016, 15:00 (UTC-4) | Real Potosí                                                         | 2:0 (0:0) (4 - 2 p.)       | San José                                                         | Víctor Agustín Ugarte, Potosí              |                                            |
|                                    | Edwin Alpire 48' · Eduardo Ortiz 55'                                |                            |                                                                  | Asistencia: ¿? espectadores Árbitro(s): ¿? | Asistencia: ¿? espectadores Árbitro(s): ¿? |
|                                    |                                                                     | Tiros desde el punto penal |                                                                  |                                            |                                            |
|                                    | Alejandro Bejarano · Eduardo Ortiz · Martín Galain · Antonio Rojano |                            | Damir Miranda · Enrique Parada · Francescoli Bejarano · Luis Alí |                                            |                                            |

#### Final

##### Ida
| 3 de agosto de 2016, 20:00 (UTC-4) | Wilstermann       | 1:0 (0:0) | Oriente Petrolero | Félix Capriles, Cochabamba |  |
|                                    | Miguel Suárez 77' |           |                   |                            |  |

##### Vuelta
| 7 de agosto de 2016, 16:00 (UTC-4) | Oriente Petrolero                                                                          | 3:1 (3:0) (3 - 4 p.)       | Wilstermann                                                                                        | Ramón Tahuichi Aguilera, Santa Cruz de la Sierra |  |
|                                    | Carmelo Algarañaz 7' · Carmelo Algarañaz 38' · Antonio Melgar 43(pen.)'                    |                            | Marcos Pirchio 83'                                                                                 |                                                  |  |
|                                    |                                                                                            | Tiros desde el punto penal | |                                                  |  |
|                                    | Carmelo Algarañaz · Marcel Román · Carlos Añez · Hugo Souza · Ronald Raldes · Pedro Azogue |                            | Thomaz Santos · Marcelo Bergese · Gilbert Álvarez · Marcos Pirchio · Raúl Olivares · Jorge Cuéllar |                                                  |  |

### Campeón
|                                |
| Campeón Wilstermann 2.º Título |